# Along the Red Ledge
Along the Red Ledge è il settimo album del duo Hall & Oates, pubblicato nel 1978.

## Tracce
1. It's a Laugh (Daryl Hall) - 3:50
2. Melody for a Memory (John Oates) - 4:54
3. The Last Time (Hall) - 2:53
4. I Don't Wanna Lose You (Hall, Oates) - 3:49
5. Have I Been Away Too Long (Hall) - 4:24
6. Alley Katz (Hall, Oates) - 3:05
7. Don't Blame It on Love (Hall, Oates) - 3:58
8. Serious Music (George Bitner, Oates) - 4:10
9. Pleasure Beach (Oates) - 3:13
10. August Day (Sara Allen, Hall) - 3:06

## Formazione
- Daryl Hall - voce, cori, tastiera, percussioni
- John Oates - voce, cori, chitarra
- Todd Rundgren - chitarra
- Kenny Passarelli - basso
- Robert Fripp - chitarra
- David Foster - tastiera
- Steve Lukather - chitarra
- Jay Graydon - chitarra
- Les Thompson - basso
- Steve Porcaro - tastiera
- Roger Pope - batteria
- David Kent - tastiera, cori, sintetizzatore
- George Harrison - chitarra
- Charles DeChant - tastiera
- Rick Nielsen - chitarra
- George Bitner - tastiera
- Caleb Quaye - chitarra
- Steve Forman - percussioni
- Dick Wagner - chitarra
- Charles DeChant - sax

Produzione
- David Foster - produzione
- Humberto Gatica, Tom Knox, Ed Sprigg - suono
- Chris Desmond, Mark Linnett, Jo Smith, Patrick Von Wiegandt - assistenti suono
- Glen Lee Alan Davis - assistente di studio
- Ed Sprigg - missaggio
- Pat Martin - mastering